# ガーネット・シルク
ガーネット・シルク（Garnett SilkまたはGarnet Silk、1966年4月2日 - 1994年12月10日）はレゲエ・ミュージシャン、ラスタファリアン。本名ガーネット・ダミオン・スミス（Garnet Damion Smith）、ジャマイカのマンチェスター教区出身。

## 来歴
「ガーネット・シルク」の名付け親はスティーリー・ジョンソン。12歳の時、リトル・ビムボの名でディージェイとしての活動を開始、様々なサウンド・システムで修行を積む。初のレコーディングは1987年の「Problem Every Where」。その後活動拠点をキングストンへと移し、シンガーへと転向する。1990年頃から頭角を現し、影響を受けた多くのアーティストがラスタ的な歌を書くようになる。「Hello Africa」「Splashing Dashing」などをヒットさせ、性と暴力を主なテーマとしていた当時のダンスホール・レゲエにラスタ回帰の気運を取り戻したが、1994年にマンチェスター教区マンデビルの母の住む生家を訪ねた際、母と共に不慮の火事により永眠。
火災は拳銃の発砲によるプロパンガス爆発により起こったが、その死の経緯に関しては、麻薬取引に関わったための報復説、暗殺説、強盗説などの様々な噂があるが、真相は分かっていない。

## ディスコグラフィ

### アルバム
- It's Growing (1992) VP
- Gold (1993) Charm
- Buju Banton Meets Garnett Silk and Tony Rebel (1993) Rhino (with Buju Banton and Tony Rebel)
- Love Is The Answer (1994) VP
- Lord Watch Over Our Shoulders (1994) Greensleeves
- Tony Rebel Meets Garnett Silk in a Dance Hall Conference (1994) Heartbeat
- Nothing Can Divide Us (1995) VP
- Journey (1996) VP
- Reggae Max (1996) Jet Star
- Killamanjaro Remembers (1999) Jamdown
- Live at Reggae Sunsplash 1994 (1999) Tabou
- Collector's Series (1999) Heartbeat
- Garnett Silk Meets the Conquering Lion: a Dub Plate Selection (2000) Conquering Lion
- The Definitive Collection (2000) Atlantic
- The Definitive Collection (2001) Atlantic (2-CD edition)
- 100% Silk (2001) VP
- Legends of Reggae Vol.5 (2001) Artists Only
- This Sound Leads The Way (2001) Rhino (Garnett Silk & The DJs)
- Silky Mood (2002) VP
- The Very Best of Garnett Silk - Gold (2002) Jet Star
- Reggae Anthology: Music Is The Rod (1994) VP
- Rule Dem (2006) Trojan

### DVD appearances
- Garnett Silk and Friends (2002) MVD
- Golden Voices of Reggae (2005) Island MVD